# Qarahlar-e Ḩājj Taqī
Qarahlar-e Ḩājj Taqī (persiska: قَرالَرِ حاجّقاسِم, قره لر حاجّ تقی, Qarālar-e Ḩājjqāsem) är en ort i Iran.   Den ligger i provinsen Västazarbaijan, i den nordvästra delen av landet, 600 km väster om huvudstaden Teheran. Qarahlar-e Ḩājj Taqī ligger 1 288 meter över havet och antalet invånare är 186.
Terrängen runt Qarahlar-e Ḩājj Taqī är platt österut, men västerut är den kuperad.Runt Qarahlar-e Ḩājj Taqī är det ganska tätbefolkat, med 185 invånare per kvadratkilometer. Närmaste större samhälle är Urmia, 16,1 km nordväst om Qarahlar-e Ḩājj Taqī. Trakten runt Qarahlar-e Ḩājj Taqī består till största delen av jordbruksmark.